# Гай Лициний Гета
Вижте пояснителната страница за други личности с името Гета.
Гай Лициний Гета (на латински: Gaius Licinius Geta) e политик на Римската република през 2 век пр.н.е. Произлиза от плебейската фамилия Лицинии, клон Гета.
През 116 пр.н.е. Лициний е избран за консул заедно с Квинт Фабий Максим Ебурн. През 115 пр.н.е. той става цензор.